# Medienfabrik

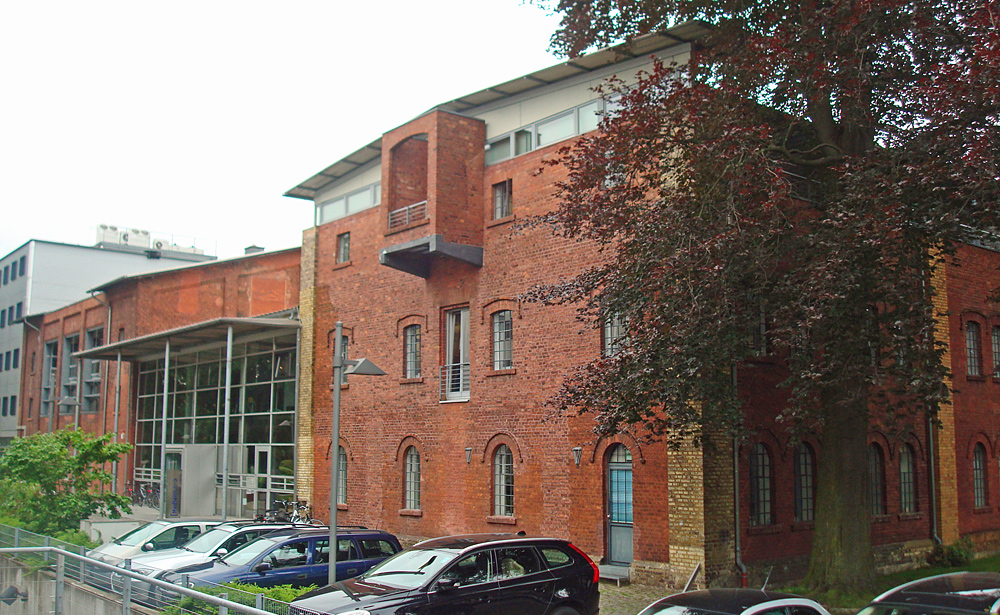
Zentrale der Medienfabrik an der Carl-Bertelsmann-Straße in Gütersloh-Nordhorn

Die Medienfabrik Gütersloh GmbH war eine deutsche Content-Agentur und Corporate-Publishing-Unternehmen mit Sitz in Gütersloh. Sie ist in der zu Bertelsmann gehörenden Agentur TERRITORY aufgegangen. 

## Geschichte
Zuvor war die Medienfabrik zu 90 Prozent Teil des zu Bertelsmann gehörenden Druck- und Verlagshauses Gruner + Jahr. Die restlichen 10 Prozent hält der geschäftsführende Gesellschafter Stefan Postler.
Im Mai 2016 wurde das Unternehmen in die Territory CTR GmbH umfirmiert und ist Teil der Agentur Territory.

## Anfänge und Namensgebung

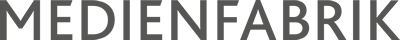
Logo der Medienfabrik bis zur Umfirmierung im Mai 2016

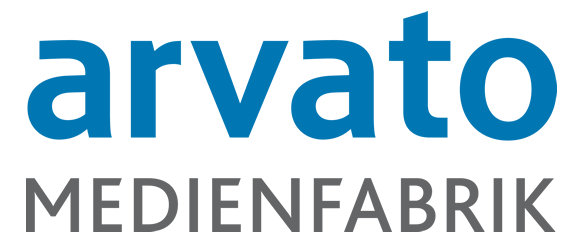
Logo der Medienfabrik bis 2016

Im Jahr 1988 wurde die Firma P&P GmbH von Zeitungsredakteur Heino Nollmann im Gütersloher Stadtteil Isselhorst gegründet. 1996 stieß der heutige geschäftsführende Gesellschafter Stefan Postler von Bertelsmann zum Unternehmen. Bertelsmann selbst stieg 1997 über die Tochterfirma Mohn Media ein und übernahm 49 Prozent der Anteile. 1998 wurde der Sitz in das Gebäude der ehemaligen Nudel- und Stärkefabrik Niemöller & Brockmann an die Carl-Bertelsmann-Straße in Gütersloh-Nordhorn verlegt. Im Jahre 2002 wurde der Anteil von Bertelsmann auf 90 Prozent aufgestockt und das Unternehmen in Medienfabrik Gütersloh umbenannt. Am 1. Januar 2016 wechselt die Medienfabrik Bertelsmann-intern von der Logistik-Sparte arvato zum Verlagshaus Gruner + Jahr.

## Struktur
Seit 2014 ist die Medienfabrik Gütersloh in drei Geschäftsfelder unterteilt. Der Bereich empower befasst sich mit Unternehmenskommunikation. Das Geschäftsfeld engage betreibt Marketing für Handelsunternehmen und embrace positioniert Arbeitgebermarken und betreibt Personalmarketing. Ergänzt werden die drei Bereiche durch die beiden Querschnittsfunktionen connect und Strategic Sales.
Zu den Kunden gehören unter anderen  Bayer,  Daimler, Ernst & Young, Miele, die Postbank sowie Rossmann.

## Produkte
Für die Fußball-Weltmeisterschaft 2006 erwarb die Medienfabrik die Lizenzrechte für Printprodukte und war neben mehreren Fußball-Büchern Herausgeber des WM-Magazins Countdown. Die Medienfabrik gestaltete auch die offiziellen Stadionmagazine der WM-Spiele.
2007 wurde die Medienfabrik Medienpartner des Deutschen Olympischen Sportbundes und produzierte während der Olympischen Spiele 2008, 2010 und 2012 den täglichen Newsletter „Olympische Momente“.
Von der Medienfabrik gestaltete Magazine mit größerer Auflage waren bzw. sind die TV-begleitenden Zeitschriften zu DSDS und Germany’s Next Topmodel, die Gartenzeitschrift „GartenEden“ (1999–2011), die Naturkost- bzw. Reformwaren-Fachhandels-Magazine „Eve“ und „natürlich“, das Philatelie-Kundenmagazin der Deutschen Post „postfrisch“, das Schüler-Magazin „DerAbiturient.de“ sowie die Zeitschrift des Deutschen Jugendherbergswerks „Extratour“.